# Кавендиш (Вермонт)
Ка́вендиш  (англ. Cavendish) — город, расположенный в о́круге Уинсор штата Вермонт. По итогам переписи 2010 года численность населения составила 1367 человек (вместе с деревней Proctorsville).

## География
По данным Бюро переписи населения США, площадь города — 102,8 км², из них: земля — 102,7 км², вода — 0,1 км² (0,13 %).
Данный климатический район характеризуется большой сезонной разницей температур, с тёплым или жарким (и часто влажным) летом и холодной (иногда очень холодной) зимой. В соответствии с системой классификации климатов Кёппена, Кавендиш имеет влажный континентальный климат, сокращённо обозначаемый как «Dfb» на климатических картах.
Кавендиш был одним из тринадцати городов Вермонта, изолированных в результате наводнения, вызванного ураганом «Айрин» в 2011 году.

## Население
По данным переписи 2000 года, население города составляло 1470 человек, насчитывалось 617 домашних хозяйств и проживало 420 семей. Плотность населения: 14,3 человека на км². Расовый состав города: белые — 97,82 %, афроамериканцы — 0,07 %, коренные американцы — 0,14 %, азиаты — 0,82 %, другие расы —0,14 % и представители двух и более рас — 1,02 %. Доля лиц латиноамериканского происхождения любой расы составляла 0,95 % населения.
Из 617 домашних хозяйств в 25,8 % — воспитывали детей в возрасте до 18 лет, 57,5 % представляли собой совместно проживающие супружеские пары, в 7,6 % семей женщины проживали без мужей, а 31,8 % не имели семьи. В 23,5 % от общего числа домохозяйств на момент переписи жили самостоятельно, при этом в 10,9 % имелись одинокие пожилые люди в возрасте 65 лет и старше. Средний размер домашнего хозяйства составил 2,37 человек, а средний размер семьи — 2,80 человек.
Доля лиц в возрасте младше 18 лет — 20,7 %; лиц от 18 до 24 лет — 5,2 %; лиц от 25 до 44 лет — 28,1 %; лиц от 45 до 64 лет — 28,2 % и лиц старше 65 лет — 17,9 %. Средний возраст населения — 42 года. На каждые 100 женщин приходилось 106,7 мужчин; на каждые 100 женщин в возрасте 18 лет и старше — 97,0 мужчин.
Средний доход на совместное хозяйство — 34 727 долларов; средний доход на семью — 41 591 доллар. Средний доход на душу населения — 18 420 долларов. Около 2,4 % семей и 6,3 % жителей живут за чертой бедности, включая 4,5 % лиц в возрасте младше 18 лет и 7,1 % лиц в возрасте 65 лет и старше.

## Знаменитые горожане
- Финеас Гейдж — рабочий с травмой головы, заинтересовавший учёных в 1848 году;
- Александр Исаевич Солженицын — русский писатель и историк, Нобелевский лауреат, жил здесь в эмиграции в 1976—1994 годах. В марте 2013 года власти Кавендиша приняли решение создать в городе музей А. Солженицына[4].